# Ровное (Струго-Красненский район)
Ровное — деревня в центральной части Струго-Красненского района Псковской области. Входит в состав Марьинской волости.

## География
Находится на северо-востоке региона, в центральной части района, в 24 км к северо-западу от райцентра Струги Красные, в лесной местности на реке Люта . 

## История
С образованием Струго-Красненского района с 1927 до 1995 года деревня входила в Симанологский сельсовет, с января 1995 до января 2010 года — в Симанологскую волость как её административный центр. 
С 1 января 2010 года после упразднения Симанологской волости деревня входит в Марьинскую волость.

## Население
| 2001 | 2002 | 2010 | 2011 |
| ---- | ---- | ---- | ---- |
| 461  | ↘371 | ↘233 | ↗363 |

Численность населения деревни по оценке на начало 2001 года составляла 461 житель, на 2011 год — 363 жителя.

## Инфраструктура
Личное подсобное хозяйство. Вывоз леса, деревообработка.

## Транспорт
Деревня доступна по просёлочным дорогам. 